# 第20届奥斯卡金像奖
第20届奥斯卡金像奖（英語：20th Academy Awards）於1948年3月20日舉行，當年度沒有任何一部電影拿下超過三座獎項。《素娥怨》女主角羅莎琳德·拉塞爾原先被高度看好獲獎，但最後卻是洛麗泰·楊拿下。詹姆斯·巴斯克特獲頒奥斯卡荣誉奖，成为有史以来第一獲頒此獎項的非裔美国人，同時也是華特迪士尼公司首位獲頒奧斯卡獎的真人演員。埃德蒙·戈溫以71歲高齡拿下最佳男配角，這個記錄到2011年第84屆奧斯卡金像獎才被克里斯多夫·普拉瑪以82歲高齡打破（他以《新手人生》一片拿下最佳男配角）。

## 获奖名单
得獎者以粗體表示。
| 最佳影片(Best motion picture) - 《君子協定》 - 《仁慈天使》 - 《雙雄鬥智》 - 《遠大前程》 - 《34街的奇蹟》 | 最佳导演(Directing) - 伊力·卡山 – 《君子協定》 - 亨利·科斯特 – 《仁慈天使》 - 愛德華·迪麥特雷克 – 《雙雄鬥智》 - 喬治·丘克 –《雙重生活》 - 大衛·連 –《遠大前程》 |
| 最佳男主角(Actor) - 羅納·考爾門 –《雙重生活》 - 約翰·加菲爾德 –《靈與欲》 - 葛雷哥萊·畢克 –《君子協定》 - 威廉·鮑威爾 – 《伴父生涯》 - 迈克尔·雷德格雷夫 – 《素娥怨》 | 最佳女主角(Actress) - 洛麗泰·楊 –《農家女》 - 瓊·克勞馥 –《作繭自縛》 - 蘇珊·海華 – 《毀滅》 - 多萝西·麦圭尔 – 《君子協定》 - 罗莎琳德·拉塞尔 – 《素娥怨》 |
| 最佳男配角(Actor in a supporting role) - 埃德蒙·戈溫 – 《34街的奇蹟》 - 查爾斯·比克福德 –《農家女》 - 湯馬斯·高梅茲 – 《血洒胭脂马》 - 勞勃·雷恩 – 《雙雄鬥智》 - 理查德·威德馬克 – 《死亡之吻》 | 最佳女配角(Actress in a supporting role) - 西莱斯特·霍姆 –《君子協定》 - 埃塞尔·巴里摩尔 –《淒艷斷腸花》 - 格洛麗亞·格雷厄姆 –《雙雄鬥智》 - 瑪約瑞·曼恩 –《蛋與我》 - 安妮·里維爾 – 《君子協定》                                                                         |
| 最佳原创故事 Writing (Original motion picture story) - 《34街的奇蹟》 – 瓦倫丁·戴維斯 - 《一籠夜鶯》 – 喬治·沙佩羅 和 雷內·惠勒 - 《第五大道奇事》 – 赫伯特·克萊德·劉易斯 和 弗雷德里克·史蒂芬尼 - 《死亡之吻》 – 伊萊札·利普斯基 - 《毀滅》 – 多羅茜·帕克 和 弗蘭克·卡維特(Frank Cavett) | 最佳原创剧本 Writing (Original screenplay) - 《單身漢與時髦女郎》–西德尼·謝爾頓 - 《靈與欲》–亞伯拉罕·鮑倫斯基 - 《雙重生活》– 露芙·高頓 和 加森·卡寧 - 《凡爾杜先生》– 查理·卓別林 - 《擦鞋童》–塞爾吉奧·阿米迪、阿道夫・法蘭西、切薩雷・朱利歐・維奧拉 和 賽薩·薩瓦提尼 |
| 最佳改編劇本 Writing (Screenplay) - 《34街的奇蹟》– 喬治·希頓，改編自瓦倫丁·戴維斯的小說 - 《作法自斃》– 理查·墨菲，改編自富爾頓·歐斯勒在讀者文摘上的文章 - 《雙雄鬥智》– 約翰·帕克斯頓，改編自李察·布魯克斯的小說 - 《君子協定》– 摩斯·哈特，改編自勞拉·Z·霍布森的小說 - 《遠大前程》– 大衛·連、安東尼·哈維洛克-艾倫 和 羅納德·內梅，改編自查爾斯·狄更斯的小說《遠大前程》                            | 最佳紀錄片 Documentary(Feature) - 《死亡设计》 - 《醫學之旅》 - 《富裕的世界》 |
| 最佳紀錄短片 Documentary(Short Subject) - 《第一步》 - 《通向未知處》 - 《郵箱中的學校》 | 最佳單軸短片 Short subject (One-reel) - 《再見，特洛克小姐》 - 《布魯克林，美國》 - 《月亮火箭》 - 《現在你明白了》 - 《演員夢》 |
| 最佳雙軸短片 Short subject (Two-reel) - 《攀爬馬特宏峰》 - 《兩個人的香檳酒》 - 《野馬的對戰》 - 《給我們地球》 - 《尼古拉斯·加弗尼的故事》 | 最佳卡通短片 Short subject (Cartoon) - 《翠迪派》 - 《奇奇與蒂蒂》 - 《湯姆貓與傑利鼠之超強牛奶》 - 《布魯托的藍色筆記》 - 《大號杜比的故事》 |
| 最佳剧情或喜剧片配樂 Music(Music score of a dramatic or comedy picture) - 《雙重生活》 – 米克羅斯·羅饒 - 《仁慈天使》 –雨果·威廉·弗里德霍夫 - 《長勝將軍》 – 艾佛瑞·纽曼 - 《除卻巫山不是雲》 –大衛·拉克辛 - 《天倫樂》 – 馬克斯·史坦納 | 最佳歌舞片配樂 Music (Scoring of a musical picture) - 《金縷霓裳》 – 艾佛瑞·纽曼 - 《紅袖傾城》 – 強尼·格林 - 《萬花迎春》 – 雷·海因多夫和馬克斯·史坦納 - 《里约之路》 – 羅伯特·埃米特·多蘭 - 《南方之歌》 – 丹尼爾·阿費菲多、保罗·史密斯 和 查爾斯·沃爾科特              |
| 最佳歌曲 Music (Song) - 「Zip-a-Dee-Doo-Dah」 — 《南方之歌》 • 曲： 阿利·克魯貝爾 • 词： 瑞伊·吉爾伯特 - “A Gal in Calico” — 《佳人相约》 • 曲： 亚瑟·舒瓦茨 • 词： 里奥·罗宾 - “I Wish I Didn't Love You So” — 《寶蓮歷險記》 • 词曲： 弗兰克·罗瑟 - “Pass That Peace Pipe” — 《青春樂》 • 词曲： 拉爾夫·布萊恩, 休·馬丁 和 罗杰·伊甸斯 - “You Do” — 《金縷霓裳》 • 曲： 約瑟夫·邁羅 • 词： 马克·戈登 | 最佳錄音(Sound recording) - 《仁慈天使》 – 戈登·索耶 - 《纽西兰地震记》 – 道格拉斯·希勒 - 《T人》 – 杰克·惠特尼 |
| 最佳黑白片艺术指导 Art direction(Black-and-white) - 《遠大前程》 – 艺术指导：約翰·布萊恩；布景：威爾弗雷德·辛格頓 - 《朱門怨》 – 艺术指导：莱尔·惠勒 和 莫里斯·蘭斯福德；布景：湯瑪斯·雷托 和 保羅·福克斯 | 最佳彩色片艺术指导 Art direction(Color) - 《黑水仙》 – 阿爾弗雷德·榮格 - 《天倫樂》 – 艺术指导：羅伯特·M·哈斯；布景：乔治·J·霍普金斯 |
| 最佳黑白片攝影 Cinematography(Black-and-white) - 《遠大前程》 – 蓋伊·格林 - 《纽西兰地震记》 – 乔治·J·福尔西 - 《幽靈與未亡人》 – 查尔斯·朗格 | 最佳彩色片摄影 Cinematography(Color) - 《黑水仙》 – 傑克·卡迪夫 - 《天倫樂》 – 佩弗利爾·馬利 和 威廉·V·斯卡尔 - 《金縷霓裳》 – 哈利·傑克遜 |
| 最佳影片剪輯(Film editing) - 《靈與欲》 – 法蘭西斯·D·里昂 和 羅勃·派瑞許 - 《仁慈天使》 – 莫妮卡·柯林伍德 - 《君子協定》 – 哈蒙·瓊斯 - 《纽西兰地震记》 – 喬治·懷特 - 《虎胆忠魂》 – 弗格斯·麥克唐納 | 最佳特殊效果(Special effects) - 《纽西兰地震记》 – A·阿諾德·吉萊斯皮 和 沃倫·紐坎貝；音效：道格拉斯·希勒 和 邁克爾·斯坦諾 - 《血戰保山河》 – 、德弗羅·詹寧斯(Devereux Jennings)、高登·詹寧斯、W. 華萊士·凱利 和 保羅·勒帕；音效：喬治·達頓                                |

### 奥斯卡荣誉奖
- 詹姆斯·巴斯克特 - 在迪士尼第一部長篇真人與動畫合演的影片《南方之歌》飾演的雷姆斯大叔受到全球孩子的喜愛
- 《比爾和咕咕鳥（英语：Bill and Coo）》 - 將小說的藝術性和電影的娛樂性完美地結合起來
- 威廉·塞利格（英语：William Selig）、艾伯特·史密斯（英语：Albert E. Smith (producer)）、托馬斯·阿馬特（英语：Thomas Armat） 和 喬治·K·斯波（英语：George Kirke Spoor） - 電影的開創成員，對電影的發展有巨大貢獻
- 最佳外語片：《擦鞋童（英语：Shoeshine (film)）》(義大利電影)

### 获得多项提名和奖项
| 以下电影获得多项提名： - 8项提名：《君子協定》 - 5项提名：《仁慈天使》、《雙雄鬥智》、《遠大前程》 - 4项提名：《雙重生活》、《纽西兰地震记》、《伴父生涯》、《34街的奇蹟》 - 3项提名：《靈與欲》、《金縷霓裳》 - 2项提名：《黑水仙》、《農家女》、《死亡之吻》、《素娥怨》、《毀滅》、《南方之歌》 | 以下电影获得多项大奖： - 3项大奖：《君子協定》 - 2项大奖：《黑水仙》、《雙重生活》、《遠大前程》 |